# Isomorfismo d'ordine
Nella teoria degli ordini, un isomorfismo d'ordine, o isotonia, è una funzione biettiva tra insiemi parzialmente ordinati, che ha la caratteristica di conservare nel codominio le relazioni d'ordine definite nel dominio. Un isomorfismo d'ordine può quindi essere considerato come una estensione del concetto di funzione monotona al di fuori dei comuni domini numerici.
Come per gli altri isomorfismi, un isomorfismo d'ordine stabilisce una relazione di equivalenza tra due insiemi ordinati, che in questo modo fanno riferimento ad una medesima struttura d'ordine, in quanto ogni elemento di un insieme diventa interscambiabile con il suo corrispondente, senza alterare le relazioni d'ordine esistenti.

## Definizione formale
Dati due insiemi parzialmente ordinati {\displaystyle \left(S,\leq _{S}\right)} e {\displaystyle \left(T,\leq _{T}\right)}, una funzione {\displaystyle f:S\rightarrow T} è detta isomorfismo d'ordine se è suriettiva e se vale la seguente relazione:
{\displaystyle \forall s_{1},s_{2}\in S,\quad s_{1}\leq _{S}s_{2}\Leftrightarrow f(s_{1})\leq _{T}f(s_{2})}
Un isomorfismo d'ordine si può quindi definire come una immersione d'ordine suriettiva. È da notare che nella definizione data è implicita la biettività della funzione; infatti, se {\displaystyle f(s_{1})=f(s_{2})} valgono entrambe le relazioni {\displaystyle f(s_{1})\leq _{T}f(s_{2})} e {\displaystyle f(s_{2})\leq _{T}f(s_{1})}, da cui seguono {\displaystyle s_{1}\leq _{S}s_{2}} e {\displaystyle s_{2}\leq _{S}s_{1}}, ovvero {\displaystyle s_{1}=s_{2}}, e quindi la funzione è iniettiva. Conseguentemente, si può definire un isomorfismo d'ordine come una funzione monotona dotata di funzione inversa anch'essa monotona.

## Automorfismo d'ordine
Un isomorfismo d'ordine da un insieme parzialmente ordinato a se stesso è detto automorfismo d'ordine. Oltre all'automorfismo banale costituito dalla identità insiemistica, in generale è possibile costruire numerosi automorfismi in un insieme; ad esempio, nell'insieme dei numeri reali {\displaystyle \left(\mathbb {R} ,\leq \right)}, dotati dell'usuale ordinamento, sono automorfismi d'ordine le traslazioni e le moltiplicazioni per numeri positivi (corrispondenti a delle dilatazioni):
{\displaystyle {\begin{matrix}f:&\mathbb {R} &\rightarrow &\mathbb {R} \\&x&\mapsto &x+a\\g:&\mathbb {R} &\rightarrow &\mathbb {R} \\&x&\mapsto &bx,\end{matrix}}}
dove {\displaystyle a\in \mathbb {R} }, {\displaystyle b\in \mathbb {R} _{0}^{+}}.
Le proprietà di automorfismo d'ordine di queste operazioni sono utilizzate ad esempio nella risoluzione delle disequazioni.

## Tipo d'ordine
Se due insiemi sono legati da un isomorfismo d'ordine, si dice che hanno ordini equivalenti, o appartengono al medesimo tipo d'ordine; la relazione così definita è una relazione di equivalenza.
Le classi di equivalenza corrispondenti agli insieme bene ordinati costituiscono i numeri ordinali.
Ad esempio, tutti gli insiemi finiti ben ordinati con la stessa cardinalità sono isomorfi tra di loro: infatti, dati i due insiemi {\displaystyle X=\left\{x_{1},x_{2},\ldots ,x_{n}\right\}} e {\displaystyle Y=\left\{y_{1},y_{2},\ldots ,y_{n}\right\}}, poiché sono totalmente ordinati, è possibile disporre i loro elementi in sequenza:
{\displaystyle {\begin{matrix}x_{a_{1}}\leq x_{a_{2}}\leq \ldots \leq x_{a_{n}}\\y_{b_{1}}\leq y_{b_{2}}\leq \ldots \leq y_{b_{n}}\\\end{matrix}}}
l'isomorfismo d'ordine è la funzione che associa tra loro gli elementi che si trovano nella medesima posizione:
{\displaystyle {\begin{matrix}f:&X&\rightarrow &Y\\&x_{a_{k}}&\mapsto &y_{b_{k}}.\end{matrix}}}
Nell'ambito finito esiste pertanto una corrispondenza biunivoca tra numeri cardinali e numeri ordinali (che corrispondono in effetti ai numeri naturali; viceversa, esistono insiemi infiniti con la medesima cardinalità, ma non isomorfi tra di loro e quindi appartenenti a numeri ordinali diversi.
Il concetto di tipo d'ordine è applicabile anche ad insiemi non ben ordinati, come l'insieme dei razionali con l'usuale ordinamento, usualmente indicato con {\displaystyle \eta }.
Dato un insieme ordinato {\displaystyle \left(X,\leq \right)} il cui tipo d'ordine è {\displaystyle \sigma }, il tipo d'ordine corrispondente all'ordinamento inverso {\displaystyle \left(X,\geq \right)} è indicato con {\displaystyle \sigma ^{*}}